# Getting Things Done
Getting Things Done (abreviado como GTD) é um método de gerenciamento de ações que dá nome ao livro de David Allen. No Brasil este livro foi inicialmente lançado em 2001 com o título "Produtividade Pessoal - A arte da produtividade sem stress". Em 2005 o livro foi relançado com o título "A Arte de Fazer Acontecer - Uma Fórmula Anti-stress para Estabelecer Prioridades e Entregar Soluções no Prazo" (ISBN 13 978-85-352-1908-1); (ISBN 85-352-1908-0), 2001-2005; edição original (ISBN 0-670-89924-0).
Getting Things Done é também o título de outros dois livros sobre gerência do tempo, dos autores Edwin C. Bliss e Malcolm Hancock (ISBN 0-553-25848-6), 1976, e Roger Black (ISBN 0-7181-2842-7), 1990.
O GTD se baseia no princípio de que uma pessoa precisa tirar as tarefas de sua mente e registrá-las em algum lugar. Desta forma, a mente fica livre do trabalho de lembrar de tudo o que necessita ser feito e pode se concentrar em realmente executar essas tarefas.
Em 2005, a Wired chamou o GTD de "um novo culto para a era da informação".

## Sobre o GTD
Get things done é a metodologia empírica sextamologicamente proposta para alívio da dita "memória RAM" do cérebro, onde lacunas, incompletudes, por fazeres, responsabilidades e outros preocupantes ocupam reiteradamente o foco e a atenção do usuário desta ferramenta. O alívio deste núcleo de atenção, cujos atrasados surgem insistentemente na memória, acarretando culpa e consequente mal estar do praticante.
O alívio por registro (manuscrito, gravação de voz, eletrônico) é a tarefa principal, além na disciplina do cumprimento dos 5 estágios da produtividade (coleção, processamento, organização, execução e revisão periódica), todos os itens estão no estágio executivo, porém a efetividade se conquista no implemento pleno das 5 etapas.
Um destaque para o foco em atividades 'um dia/talvez', que não exclui os desejáveis da dinâmica de projetar atividades e cumpri-las passo a passo, que é onde a energia empregada no sistema dará sua resultante, listas sistematizadas do que fazer, passo a passo, não atrasar ou perder compromissos e entregáveis.
Ao contrário de outros especialistas em gerência do tempo, David Allen não dá ênfase à priorização das tarefas. Em vez disso, ele prega a criação de listas de tarefas que são específicas a um contexto. Por exemplo, a criação de uma lista de ligações telefônicas a fazer ou de tarefas a serem feitas no computador (orientando a tarefa ao contexto). Ele também sugere que toda nova tarefa que possa ser executada em menos de dois minutos deve ser realizada imediatamente (existem aplicativos de suporte a este método para smartphones).
A psicologia do GTD baseia-se em tornar fácil e divertido o arquivamento, busca e recuperação de todas as informações relacionadas às tarefas que você precisa fazer. Allen sugere que muitos dos bloqueios mentais que temos para realizar algumas atividades são causados por uma insuficiência de planejamento inicial. Por exemplo, para cada projeto é necessário estabelecer inicialmente o que se quer obter quando se terminar o projeto e quais ações específicas são necessárias para se atingir esse objetivo. De acordo com Allen, é muito mais prático pensar em tudo isso antes de iniciar o projeto e gerar a lista de ações que serão necessárias para que mais tarde possamos executá-las sem maiores planejamentos.